# بيخيخار
بلدية بيخيخار (بالإسبانية: Begíjar) هي بلدية تقع في مقاطعة خاين التابعة لمنطقة أندلوسيا جنوب إسبانيا.

## الديموغرافيا
بلغ عدد سكان بلدية بيخيخار 3.168 نسمة عام 2011 (وفقاً للمعهد الوطني للإحصاء الإسباني).
| 3.111 | 3.171 | 3.117 | 3.109 | 3.161 | 3.165 | 3.168 |